# Orrhodops occidentalis
Orrhodops occidentalis är en tvåvingeart som beskrevs av Samuel Wendell Williston  1901. Orrhodops occidentalis ingår i släktet Orrhodops och familjen rovflugor. Inga underarter finns listade i Catalogue of Life.